# Ben Kweller

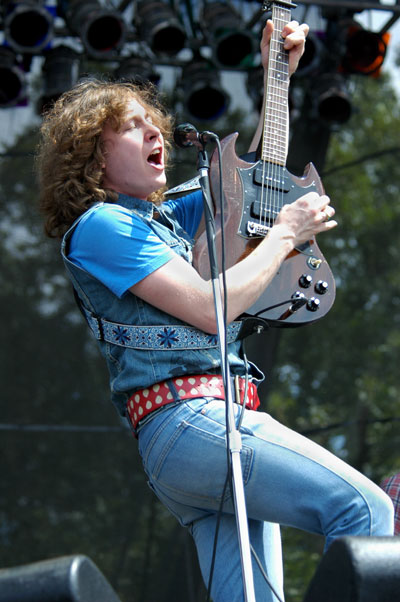
Ben Kweller, 2006

Ben Lev Kweller (* 16. Juni 1981 in San Francisco, Kalifornien) ist ein US-amerikanischer Musiker aus den Bereichen Anti-Folk und Indie-Pop. Erfolge feierte er als Musik-Nomade im Stile eines Paul Weller.

## Leben und Karriere
Ben Kweller wuchs in Texas auf und lernte bereits früh das Schreiben von Liedern und das Spielen von Instrumenten. Im Alter von sieben Jahren versuchte sein Vater, ihm das Schlagzeugspielen beizubringen; bereits im Alter von acht Jahren spielte Ben sowohl Schlagzeug als auch Gitarre. Als Teenager spielte Kweller in den Bands Green Eggs & Ham und Foxglove. Erste Erfolge konnte der noch junge Ben Kweller jedoch erst mit seiner dritten Band, Radish, feiern. Diese Band wurde schnell zu einer lokalen Größe in Dallas und Umgebung. Die Plattenfirma Mercury Records schließlich nahm Radish unter Vertrag, bis sich die Band im Jahre 1999 trennte. Der erwartete Erfolg war ausgeblieben, lediglich ein Top-40-Hit in den UK-Charts war Radish gegönnt.
Von nun an trat Kweller als Solokünstler auf, später zusammen mit Größen wie Adam Green oder The Strokes, aber auch mit Freunden wie Evan Dando oder Ben Folds. Als Solo-Musiker veröffentlichte Ben Kweller bisher sechs Alben, vier davon unter dem Label ATO (welches von Dave Matthews und Michael McDonald gegründet wurde), eines unter dem Sony-Label Red Ink. Das aktuelle Album Go Fly a Kite wurde 2012 unter dem eigenen Label The Noise Company herausgebracht.

## Privates
Ben Kweller ist verheiratet. Gemeinsam mit seiner Frau Liz hatte er einen Sohn, Dorian, der im Februar 2023 im Alter von 16 Jahren starb.

## Diskografie
Alben
- 2000: Freak Out, It’s Ben Kweller (ATO Records)
- 2002: Sha Sha (ATO Records)
- 2004: On My Way (ATO Records)
- 2006: Ben Kweller (ATO Records)
- 2009: Changing Horses (ATO Records)
- 2012: Go Fly A Kite (The Noise Company)

EPs
- 2001: Phone Home (ATO Records)
- 2006: Sundress EP (Red Ink.)
- 2008: How Ya Lookin’ Southbound? Come In.

Singles
- 2002: Wasted & Ready
- 2003: Commerce, TX
- 2003: Falling
- 2004: The Rules
- 2004: Tylenol
- 2006: Sundress
- 2006: Penny on the Train Track
- 2009: Fight
- 2009: Wantin’ her Again